# Split Enz
Split Enz是一个活跃于1970年代至1980年代的新西兰乐队，成员包括Phil Judd，以及Tim Finn和Neil Finn兄弟。1980年代他们在新西兰、澳大利亚和加拿大受到欢迎，最著名的单曲是《I Got You》。乐队的风格包容而原始，受到艺术摇滚、杂耍、摇摆爵士、摇滚、新浪潮和波普音乐的影响。
该乐队1971年组建于奥克兰大学，最早的成员是Phil Judd、Tim Finn、Mike Chunn、Robert Gillies和Noel Crombie。1972年起成为专职乐队，起名Split Ends。后来去澳大利亚演出前改为Split Enz，以显示他们的新西兰特色（NZ是新西兰的缩写）。该乐队的演出视觉效果很突出。他们的服装、发型有着狂野、多彩和有创意的特点。